# Экономика Малайзии
Экономика Малайзии — представитель восточноазиатской модели развития экономики, является третьей по величине в Юго-Восточной Азии и 38-й в мире. Производительность труда в Малайзии значительно выше, чем в соседнем Таиланде, Индонезии, Филиппинах или Вьетнаме из-за высокой плотности отраслей, в которых задействованы специалисты с высшим образованием. Помимо аграрных производств в Малайзии быстрыми темпами развивается отрасль производства электротехнических приборов и продуктов. Согласно Докладу о глобальной конкурентоспособности 2017 года, экономика Малайзии является 23-й наиболее конкурентоспособной страной в мире в период с 2017 по 2018 год.
Граждане Малайзии ведут гораздо более богатый образ жизни по сравнению со своими сверстниками в странах с уровнем дохода выше среднего, таких как Мексика, Турция и Бразилия. Это связано с низким национальным подоходным налогом, низкой стоимостью местных продуктов питания, транспортного топлива, предметов домашнего обихода, полностью субсидируемым государственным здравоохранением и достойным социальным пособием с прямым перечислением денежных средств.
Несмотря на политику правительства по увеличению доходов на душу населения для развития страны с высоким уровнем дохода к 2020 году, рост заработной платы в Малайзии был очень медленным, отставая от стандарта ОЭСР. Академические исследования МВФ и Всемирного банка неоднократно призывали правительство страны к структурным реформам и внутренним инновациям, чтобы продвинуть Малайзию вверх по цепочке создания стоимости производства и позволить Малайзии вырваться из нынешней ловушки среднего дохода. Из-за сильной зависимости от экспорта нефти для доходов, волатильность курса местной валюты была достаточно высокой, особенно во время переизбытка предложения и обвала цен на нефть в 2015 году. Однако правительство активизировало меры по увеличению доходов, введя налог на продажи и обслуживание (SST) по ставке 6 % для сокращения дефицита и выполнения обязательств по федеральному долгу.

## Общая характеристика
В Малайзии развито сельское хозяйство. Жаркий влажный климат позволяет выращивать многие сельскохозяйственные культуры: каучуковые растения, пальмы (для получения масла), фрукты. Есть выход к морю, позволяющий ловить рыбу и морепродукты. Дождевые тропические леса, обладают громадным запасом древесины.
Также Малайзия богата минеральными ресурсами: нефтью (вспомним всемирно известную нефтяную компанию Petronas, построившую легендарные башни-близнецы), природным газом, железными и оловянными рудами. Вторая важная статья дохода Малайзии — промышленность. Легкая промышленность и производство и сборка электроники. Обладая качественной, но дешёвой рабочей силой, Малайзия стала «сборочным цехом» многих компаний, в основном японских.
Туризм в последнее время стал набирать всё больший оборот в Малайзии. Многие хотят посетить Куала-Лумпур, красивый и чистый современный город, а также многочисленные природные парки. Туризм в Малайзии развит не настолько сильно, как в соседнем Таиланде или Сингапуре, но в ближайшем будущем Малайский туризм будет только совершенствоваться.
Важным фактором является отраслевая структура ВВП.
В Малайзии сельское хозяйство занимает 7,3 % ВВП, промышленность — 33,5 %, а сфера услуг — 59,1 % ВВП.
Население страны «разбросано» по сферам производства прямо пропорционально вышестоящим данным: промышленность — 27 %, с/х + лесная + рыбная промышленность — 16 %, туризм и местная торговля — 17 %, услуги — 15 %, правительство (власть) — 10 %, строительство — 9 %.
Основные экономические показатели Малайзии:
- ВВП: 209 млрд долл. (2005); Рост ВВП: 7,4 % (2004)
- Место страны по ВВП в мире: 33-е
- ВВП на душу населения: $11 160 (2005)
- Инфляция: 3,5 % (2005)

## История
С 1970 года Малайзия начала переход от экономики, основанной на сельском хозяйстве и добыче полезных ископаемых, к экономике, более основанной на промышленности. При помощи Японии и Западных стран, тяжелая индустрия стала развиваться, и в течение нескольких лет экспорт Малайзии стал «двигателем» роста экономики страны. Малайзия достигла поразительных результатов: рост ВВП составил более чем 7 %, притом уровень инфляции был довольно низким.
С начала 1980-х до середины 1990-х, экономика развивалась очень быстро — 8 % в год. К 1999 ВВП на душу населения достиг $3 238. Большую роль в изменении Малайзийской экономики сыграли зарубежные и Малайские инвестиции. Доля промышленности выросла с 13,9 % (1970) до 30 % (1999), а с/х и добывающая промышленность сократились к 1999 с 42,7 % (вместе) от ВВП до 9,3 % и 7,3 % (по раздельности и соответственно). Основными продуктами производства стала электроника, и с этого момента Малайзия — один из лидеров по экспорту электроники. В это время правительство старалось устранить бедность при помощи программы, названной Новой Экономической Политикой (НЭП), организованной в 1971 году.
Но развитие экономики Малайзии не всегда шло гладко. В 1997 году произошёл Азиатский финансовый кризис. Иностранные инвестиции сократились до угрожающего уровня, и курс ринггита понизился с 2,5 до 4,8 ринг. за доллар США. Также акции малайских компаний подешевели в цене с 1300 пунктов до 400. Правительство начало принимать меры: оно силой подняло курс ринггита до 3,8 за доллар США и ввело ограничения на вывоз капитала. Руководство страны отказалось от помощи Международного валютного фонда, из-за того, что одним из условий помощи был свободный режим перемещения капитала. В результате последствия азиатского финансового кризиса для неё оказались менее острыми, чем для Индонезии, Таиланда и Филиппин, однако в дальнейшем Малайзия не смогла избежать экономических трудностей (в частности, рост ВВП лишь на 0,5 % в 2001 году, что в несколько раз ниже, чем у указанных стран).
В результате кризиса ВВП снизился на 7,5 % в 1998, но уже в 1999 году повысился на 5,6 %. Рост ВВП был также в 2000 году. Чтобы восстановить экономику, правительство пошло на большие расходы, которые были покрыты в следующем году. Восстановление экономики сопровождалось ростом экспорта, в основном электроники. Также был замедлен рост инфляции. Результатом разумной экономической политики стало то, что Малайзия достигла докризисного уровня развития и даже превысила его.
В 2009 году страна снова испытала кризис (падение ВВП на 1,5 %, что больше чем у стран-соседей), однако экономика быстро восстановилась и продолжила рост.

## Природные ресурсы
Малайзия богата природными ресурсами в таких областях, как сельское хозяйство, лесное хозяйство и добыча полезных ископаемых. Она является одним из крупнейших экспортеров природных и сельскохозяйственных ресурсов, причем наиболее ценным экспортируемым ресурсом является нефть. В сельскохозяйственном секторе Малайзия является одним из ведущих экспортеров натурального каучука и пальмового масла, которые наряду с древесиной и лесоматериалами, какао, перцем, ананасом и табаком доминируют в своем секторе. По состоянию на 2011 год, доля пахотных земель в Малайзии составляет 5,44 %. Пахотные земли составляют 17,49 %, в то время как другие виды землепользования составляют 77,07 %. По состоянию на 2009 год площадь орошаемых земель составляет 3800 км². Общий объём возобновляемых водных ресурсов по состоянию на 2011 год составляет 580 куб.
Олово и нефть являются двумя основными минеральными ресурсами, которые имеют большое значение в экономике Малайзии. Малайзия когда-то была крупнейшим в мире производителем олова до краха рынка олова в начале 1980-х годов. В 19-м и 20-м веках олово играло доминирующую роль в экономике Малайзии, причем на Малайзию приходилось более 31 % мирового производства. Только в 1972 году нефть и природный газ заменили олово в качестве основных добываемых полезных ископаемых. Кроме нефти и газа в Малайзии добывают медь, бокситы, железную руду и уголь вместе с промышленными минералами, такими как глина, каолин, кремнезем, известняк, барит, фосфаты. В Малайзии существуют небольшие золотодобывающие предприятия, которые обслуживают, в основном, внутренний рынок.

## Сельское хозяйство
В настоящее время сельское хозяйство является второстепенным сектором экономики Малайзии, на долю которого в 2014 году пришлось 7,1 % ВВП Малайзии, и в нём занято 11,1 % рабочей силы Малайзии, в отличие от 1960-х годов, когда на долю сельского хозяйства приходилось 37 % ВВП Малайзии и занято 66,2 % рабочей силы.
Культуры, выращиваемые в сельскохозяйственном секторе, также претерпели изменения с продовольственных культур, таких как рисовые и кокосовые орехи, на технические культуры, такие как пальмовое масло и каучук, которые в 2005 году составили 83,7 % от общего использования сельскохозяйственных земель, по сравнению с 68,5 % в 1960 году.
Несмотря на незначительный вклад в ВВП собственной страны, Малайзия занимает значительное место в сельскохозяйственном секторе мира, являясь вторым по величине производителем пальмового масла в мире в 2012 году, производя 18,79 млн тонн сырого пальмового масла на примерно 5 000 000 гектаров (19 000 кв. Миль). земли. Хотя Индонезия производит больше пальмового масла, Малайзия является крупнейшим в мире экспортером пальмового масла, экспортировав в 2011 году 18 миллионов тонн продуктов, произведенных из пальмового масла.
Россия является стратегическим партнером Малайзии в вопросе сельского хозяйства — ГК «ЭФКО» является одним из крупнейших покупателей малайзийского пальмового масла в мире.

## Промышленность
Основными промышленными отраслями в Малайзии являются производство электроприборов, электроники, а также компьютеров. Страна успешно занимает лидирующие позиции в сфере производства бытовых кондиционеров и микросхем. В Малайзии размещены производственные мощности таких международных компаний, как Intel, AMD, Freescale Semiconductor, ASE, Infineon, STMicroelectronics, Texas Instruments, Fairchild Semiconductor, Renesas, X-Fab и крупных малайзийских компаний, таких как Green Packet. , Silterra, Globetronics, Unisem и Inari, которые способствовали устойчивому росту полупроводниковой промышленности в Малайзии. На сегодняшний день в Малайзии существует более 50 компаний, производящих полупроводниковые приборы.
Достаточно хорошее развитие получила и тяжёлая промышленность, в частности производство стали.
Также активно развиваются такие отрасли, как производство лесоматериалов и оловянного концентрата.
Химическая промышленность: Малайзия производит пальмовое масло, латекс (натуральный каучук), резины, пр. химические продукты.
В Малайзии на высоком уровне находится переработка газа и нефти, а по изготовлению сжиженного газа государство находится на третьем месте в мире.
Автомобильная промышленность: имеется своя национальная марка машин — Proton, а второй крупнейшей компанией по производству авто является Perodua.
Также лёгкая промышленность (текстиль и пр.).

## Сфера услуг

### Торговля
Внешняя торговля
Существенную роль в экономике Малайзии играет внешняя торговля.
Торговле Малайзии способствует то, что она входит в различные торговые организации: Всемирная Торговая Организация, APEC, ASEAN.
Главными экспортными товарами являются: электронное оборудование, пальмовое масло, нефть и сжиженный природный газ, древесина и изделия из дерева, резина, текстиль. 

Импорт в основном представлен: электронными компонентами, машинами и оборудованием, нефтепродуктами, пластмассами, транспортными средствами, сталью, химикалиями.
Основными торговыми партнерами по экспорту выступили (на 2017 год): Сингапур 15,1 %, Китай 12,6 %, США 9,4 %, Япония 8,2 %, Таиланд 5,7 %, Гонконг 4,5 %; по импорту — Китай 19,9 %, Сингапур 10,8 %, США 8,4 %, Япония 7,6 %, Таиланд 5,8 %, Южная Корея 4,5 %, Индонезия 4,4 %.
Одним из основных торговых партнеров Малайзии является США; в 1999 году суммарный объём торговли между двумя странами составил 30,5 млрд долларов, из этих денег экспорт США в Малайзию занял 9,1 млрд долларов, а экспорт из Малайзии в США 21,4 млрд долл.
В 2017 году экспорт Малайзии составил 188,2 миллиардов долларов, а импорт — 163,4 млрд долларов.

### Финансовый сектор
Куала-Лумпур имеет огромный финансовый потенциал и занимает 22 место в мире по индексу глобальных финансовых центров. В настоящее время в Малайзии действуют 27 коммерческих банков (8 национальных и 19 иностранных), 16 исламских банков (10 национальных и 6 иностранных), 15 инвестиционных банков (все национальные). Коммерческие банки являются крупнейшими и наиболее значительными поставщиками средств в банковской системе. Крупнейшими банками в финансовом секторе Малайзии являются Maybank, CIMB Group, Public Bank, RHB Bank и AmBank.
Малайзия в настоящее время также является крупнейшим в мире центром исламских финансов. В Малайзии 16 полноценных исламских банков, в том числе пять иностранных, с суммарными активами исламских банков в $168,4 млрд, что составляет 25 % совокупных банковских активов Малайзии. Это в свою очередь составляет более 10 % от общего объёма исламских банковских активов в мире. Для сравнения, главный конкурент Малайзии, ОАЭ, обладает активами в размере $95 млрд.
Малайзийская биржа осуществляет торги акциями, облигациями, фьючерсами, опционами, валютой.
Правительство Малайзии планирует превратить столицу страны, Куала-Лумпур, в крупный финансовый центр, стремясь повысить свой авторитет и активизировать международную торговлю и инвестиции посредством строительства в столице района Tun Razak Exchange для развития бизнеса и международных финансов. Правительство считает, что этот проект позволит Малайзии конкурировать с региональными финансовыми супердержавами, такими как Сингапур и Гонконг, за счет использования устойчивой силы страны на быстро растущем исламском финансовом рынке.

### Туризм
Туризм является огромным сектором экономики Малайзии. В 2012 году Всемирная туристская организация ООН включила Малайзию в десятку самых посещаемых стран. Доход от туризма ежегодно растёт и в 2018 году достиг почти 60 млрд долл.
Малайзия богата разнообразными природными достопримечательностями, которые становятся визитной карточкой туристической индустрии страны. Это было признано Всемирным советом по туризму, который объявил Малайзию «местом, полным нереализованного потенциала». При этом в докладе отмечается, что Малайзия открыта для посещения туристами с самым разным бюджетом.
Главными туристическими направлениями Малайзии являются пещеры Мулу, острова Перхентиан, остров Лангкави, башни Петронас и гора Кинабалу, «жемчужина Востока» Пинанг, природный курорт Реданг (англ.).

## Доходы населения
Количество населения, находящегося за чертой бедности: 8 % (1998).
На 2017 год минимальный размер оплаты труда в месяц составляет 1000 ринггит в месяц, 4,81 ринггит в час на Малаккском полуострове и 920 ринггит в месяц, 4,42 ринггит в час в штатах Сабах, Саравак и Лабуан, что в долларах США составляет $234,05 в месяц, $1,12 в час на Малаккском полуострове и $215,3 в месяц, $1,03 в час в штатах Сабах, Саравак и Лабуан.
С 1 января 2019 года была введена единая для всей страны минимальная заработная плата в размере 1100 ринггит ($267,22) в месяц. С 1 февраль 2020 года минимальный размер оплаты труда вырос в районах 16 городских и 40 муниципальных советов до RM1200 ($291.51) в месяц и RM5.77 ($1.4) в час, в то время как минимальная заработная плата, за пределами перечисленных районов, осталась прежней и составляет RM1100 ($267.22) в месяц и RM5.29 ($1.29) в час.